# Pycnocoma
Pycnocoma é um género botânico pertencente à família Euphorbiaceae.

## Sinonímia
- Comopyena Kuntze

## Espécies
Formado por 38 espécies:
| - Pycnocoma angustifolia - Pycnocoma bampsiana - Pycnocoma beillei - Pycnocoma brachystachya - Pycnocoma chevalieri - Pycnocoma cornuta - Pycnocoma danguyana - Pycnocoma decaryana - Pycnocoma dentata - Pycnocoma devredii - Pycnocoma elua - Pycnocoma gigantea - Pycnocoma hirsuta - Pycnocoma hutchinsonii - Pycnocoma insularum - Pycnocoma laurentii - Pycnocoma littoralis - Pycnocoma longipes - Pycnocoma louisii | - Pycnocoma lucida - Pycnocoma macrantha - Pycnocoma macrophylla - Pycnocoma minor - Pycnocoma mortehani - Pycnocoma parviflora - Pycnocoma perrieri - Pycnocoma petiolaris - Pycnocoma reticulata - Pycnocoma reygaerti - Pycnocoma rigidifolia - Pycnocoma sapini - Pycnocoma sassandrae - Pycnocoma subflava - Pycnocoma thollonii - Pycnocoma thonneri - Pycnocoma trewioides - Pycnocoma trilobata - Pycnocoma zenkeri |

## Nome e referências
Pycnocoma Benth.